# Sturmius
Pour les articles homonymes, voir Sturmius (homonymie).
Super-famille
Famille
Genre
Sturmius est un genre de collemboles, le seul de la famille des Sturmiidae et de la super-famille des Sturmioidea.

## Distribution
Les espèces de ce genre se rencontrent en Amérique.

## Liste des espèces
Selon Checklist of the Collembola of the World (version du 20 août 2019) :
- Sturmius epiphytus Bretfeld, 1994
- Sturmius panamaensis Castaño-Meneses & Palacios-Vargas, 2011
- Sturmius truncivivus Bretfeld & Gauer, 1999

## Publications originales
- Bretfeld, 1994 : Sturmius epiphytus n. gen. n. spec. from Colombia, a taxon of the Symphypleona (Insecta, Collembola) with an unexpected combination. Description and position in non-Linnaean classifications of the Symphypleona. Zeitschrift für Zoologische Systematik und Evolutionsforschung, vol. 32, no 4, p. 264-281.